# 增村镇
增村镇，是中华人民共和国河北省石家庄市藁城区下辖的一个乡镇级行政单位。

## 行政区划
增村镇下辖以下地区：
增村、城元村、黄家庄村、东姚村、中姚村、李姚村、西姚村、东慈邑村、大慈邑村、镇南村、刘家佐村、小果庄村、北桥寨村、东桥寨村、冯辛庄村、南宋村、南桥寨村、杨马村、吴村铺村和牛家庄村。